# Richtlinienbewegung
Die Richtlinienbewegung war eine überparteiliche Organisation, die 1937–1940 zur Abwehr radikaler antidemokratischer Parteien im rechten und linken Parteienspektrum eine neue demokratische Mitte-links-Mehrheit in der Schweizer Politik als Alternative zur Hegemonie des Bürgerblocks bilden wollte. 

## Die Richtlinien
Im Zentrum der Richtlinienbewegung stand die Richtlinien-Arbeitsgemeinschaft, der Organisationen erst dann beitreten konnten, wenn sie die sog. «Richtlinien für den wirtschaftlichen Wiederaufbau und die Sicherung der Demokratie» akzeptiert hatten:
1. Vorbehaltlose Anerkennung der Demokratie und Ablehnung jeder Bindung oder Zusammenarbeit mit irgendeiner antidemokratischen Organisation oder Bewegung.
2. Positive Einstellung zur militärischen, wirtschaftlichen und geistigen Landesverteidigung.
3. Achtung der religiösen Überzeugung der Volksgenossen.
4. Verpflichtung auf ein gemeinsames Programm für den wirtschaftlichen Wiederaufbau und für die Lösung der sozialen Probleme, das die Forderung nach sozialer Gerechtigkeit und nach gegenseitiger Solidarität im Wirtschaftsleben zu verwirklichen sucht, ohne die eine wahre Volksgemeinschaft nicht bestehen kann.

Die Richtlinien waren inhaltlich relativ vage formuliert und lehnten sich in ihrer Begrifflichkeit stark an den zeitgenössischen Sprachgebrauch der faschistischen Bewegungen an. Wirtschaftspolitisch lief das Programm der Richtlinienbewegung unter dem Einfluss von Max Weber auf eine Beendigung der bundesrätlichen Deflationspolitik hinaus. Durch staatliche Arbeitsbeschaffungsprogramme und Kaufkraftsteigerung sollte die Wirtschaftskrise der 1930er Jahre beendet und damit das Vertrauen der Bevölkerung in die Handlungsfähigkeit des schweizerischen politischen Systems wiederhergestellt werden. Das «Vertrauen zwischen Volk und Behörden» sollte schliesslich hergestellt werden, indem durch die Integration der Arbeiterparteien in das politische System der Schweiz die politische Spaltung entlang ideologischer Gräben überwunden würde.

## Geschichte
Die Entstehung der Richtlinienbewegung im Umfeld des Schweizerischen Gewerkschaftsbundes (SGB) ist im Kontext der anhaltenden wirtschaftlichen und politischen Krise in der Schweiz in den 1930er Jahren zu verstehen. Als Folge der Weltwirtschaftskrise 1929, die nach 1930 auch in der Schweiz zu einem enormen wirtschaftlichen Einbruch führte, verloren viele Menschen das Vertrauen in die Handlungsfähigkeit der Demokratie. Der Bundesrat brachte keine wirksame Krisenpolitik zustande, weshalb die Lösungsansätze extremer politischer Gruppierungen an Attraktivität gewannen. 
Die Schweizer Parteien waren in der Zwischenkriegszeit entlang ideologischer Linien in zwei Lager gespalten. Der Bürgerblock vereinte die herrschenden bürgerlichen Parteien, während die Parteien der Arbeiterbewegung und die rechtsradikale Frontenbewegung in der Opposition verharrten. Die Sozialdemokratische Partei der Schweiz (SPS) als bedeutendste politische Kraft der Arbeiterbewegung sah sich unter dem Eindruck der Krise am linken Rand vom Erfolg der Kommunistischen Partei der Schweiz (KPS) bedroht, während an ihrem rechten Rand die Gewerkschaftsbewegung eine stärkere Zusammenarbeit mit der politischen Mitte anstrebte. Innerhalb des Bürgerblocks war vor allem die stärkste politische Kraft der Schweiz, die Freisinnig-Demokratische Partei (FDP) herausgefordert, da sich starke Elemente innerhalb der Partei von autoritären ständestaatlichen Visionen aus dem rechtsbürgerlichen Lager abgrenzen wollten. 
Als Vorbild für die Richtlinienbewegung in der Schweiz diente eine politische Allianz zwischen Sozialdemokratie und Bauernbewegung in Schweden, die 1933 eine politische Mehrheit links der politischen Mitte zustande brachte und das Schwedische Modell eines Wohlfahrtsstaates bekannt machte. In der Schweiz war die politische Situation ähnlich. Die SPS konnte auf nicht mehr als 30 % der Stimmen zählen und war politisch durch den Bürgerblock isoliert. Die von der KPS propagierte «Einheitsfront» der Arbeiterparteien hätte zwar den Stimmenanteil und die Schlagkraft weiter erhöht, die SPS aber grossen politischen Risiken ausgesetzt – befürchtet wurde eine autoritär-faschistische Umformung des Staates durch die bürgerlichen Parteien ähnlich wie in Österreich. Eine reale Alternative für die Bildung einer demokratischen Mehrheit links der Mitte bildete für die SPS also nur eine Allianz mit einer oder mehreren Gruppierungen der politischen Mitte, im zeitgenössischen Jargon die Sammlung aller Stimmen der Arbeiter, Bauern und Angestellten in der Schweiz.
Ein wichtiger Schritt auf dem Weg zur Gründung der Richtlinienbewegung war die Gründung der Wochenzeitung «Die Nation» 1933, die als überparteiliches Oppositionsblatt für die schweizerische Unabhängigkeit, Demokratie und Rechtsstaatlichkeit kämpfte. Durch die anhaltende Wirtschaftskrise und die gescheiterte Krisenpolitik des Bundesrates wurden immer mehr Bauern und Angestellte, die bisher bürgerlich gewählt hatten, in die Opposition getrieben, ohne dass sie sich radikalen links- oder rechtsbürgerlichen Positionen anschliessen wollten. Auch in der SP stellte die Gewerkschaftsbewegung mit ihren wirtschaftspolitischen Vorstellungen das traditionelle Links-rechts-Schema der Parteien in Frage. Als Reaktion auf die Krise standen sich bis 1933 nur zwei politische Modelle gegenüber: einerseits die bürgerliche Austeritäts- und Deflationspolitik, die auf Lohnabbau und Preissenkungen bestand, andererseits der von der Arbeiterbewegung propagierte Übergang zur Planwirtschaft, die eine weitgehende Aufhebung des Privateigentums und die Vergesellschaftung des Bankenwesens zur Folge gehabt hätte. 
Die Nation propagierte mit der Unterstützung der Gewerkschaftsbewegung eine neue Alternative. Inspiriert vom amerikanischen New Deal, sollte eine staatliche Konjunkturpolitik die Erholung bringen. Das politische Potential dieser neuen Vision wurde im Abstimmungskampf um die Kriseninitiative des SGB sichtbar, deren Annahme vom Bürgerblock nur mit einem Kraftakt knapp verhindert werden konnte. Der Gewerkschaftsbund hatte sich hierbei die Unterstützung der Jungbauern gesichert, indem er auf seine traditionelle Forderung der billigen Lebensmittel verzichtete und die Entschuldung der landwirtschaftlichen Betriebe forderte.
Diese neue politische Bewegung, die zuerst vor allem eine gemeinsame wirtschaftspolitische Basis hatte, wurde wesentlich geprägt durch die SGB-Führer Max Weber und Robert Bratschi, die Bauernführer Hans Müller (Jungbauern) und Paul Schmid-Ammann sowie den Bündner Demokraten Andreas Gadient. Innerhalb des Freisinns setzte sich Walter Stucki für die Richtlinien ein, innerhalb des Bauernverbandes Ernst Laur. Nach dem Scheitern der Kriseninitiative arbeitete diese Arbeitsgemeinschaft die sog. Richtlinien aus, die 1936 durch den SGB publiziert wurden. Die Konstituierung der Richtlinienbewegung erfolgte am 3. Februar 1937.
Als Alternative zur Richtlinienbewegung bot sich die von Konrad Ilg geführte Friedensbewegung zwischen Arbeitgeber- und Arbeitnehmerorganisationen an, die auf ein Modell der politischen Konkordanz zur Bewältigung der Wirtschaftskrise und zur Abwehr der radikalen Bedrohung setzte. Dieses Modell setzte jedoch voraus, dass sich innerhalb des Bürgerblocks die demokratischen gegen die autoritären Kräfte durchsetzten, was erst unter dem Eindruck der unmittelbaren Kriegsgefahr geschah. Dieses Modell setzte also die Integration der sozialdemokratischen Opposition ins politische System der Schweiz dem Modell der Richtlinienbewegung entgegen, das von einer Machtübernahme durch eine breite Oppositionsbewegung aus Sozialdemokratie und linksbürgerlichen Gruppierungen ausging.
In der Folge traten die SPS und zahlreiche gewerkschaftliche Organisationen sowie Bauernparteien bzw. verschiedene kantonale Demokratische Parteien der Richtlinienbewegung bei. Durch die gescheiterte Integration der FDP und des Bauernverbandes, die einen Beitritt trotz Einladung ablehnten, konnte die Bewegung jedoch nicht die gewünschte Schlagkraft entfalten, und die politische Machtübernahme scheiterte. 1938 gelang es den bürgerlichen Parteien, die SPS anlässlich der Volksabstimmung über das neue Finanzprogramm des Bundes aus der Allianz zu lösen. Nach wachsenden Differenzen innerhalb der Bewegung löste sich der Verbund 1940 wieder auf.

## Mitglieder
- Schweizerischer Gewerkschaftsbund (SGB)
- Schweizerische Bauernheimatbewegung
- Nationale Aktionsgemeinschaft für wirtschaftliche Verteidigung (NAG)
- Föderativverband des Personals öffentlicher Verwaltungen und Betriebe
- Vereinigung schweizerischer Angestelltenverbände (VSA)
- Schweizerischer Verband evangelischer Arbeiter und Angestellter (SVEA)
- Sozialdemokratische Partei der Schweiz (SPS)
- verschiedene kantonale Sektionen der Demokratischen Partei
- Bauernpartei des Kantons Schaffhausen
- Schweizerischer Freiwirtschaftsbund
- Schaffhauser Bauernpartei
- Bund freier Demokraten St. Gallen
- Arbeitsgemeinschaft junger Katholiken in der Schweiz